# Encope pacifica
Encope pacifica is een zee-egel uit de familie Mellitidae.
De wetenschappelijke naam van de soort werd in 1867 gepubliceerd door Addison Emery Verrill.